# Le Valinouët
 (septembre 2017).
Si vous disposez d'ouvrages ou d'articles de référence ou si vous connaissez des sites web de qualité traitant du thème abordé ici, merci de compléter l'article en donnant les références utiles à sa vérifiabilité et en les liant à la section « Notes et références ».
Le Valinouët est une station de sports d'hiver située dans les monts Valin, à environ 50 km au nord de la ville de Saguenay, au Québec (Canada).  On y pratique le ski alpin, le snowboard, la glissade en tube, le ski de fond et la raquette à neige.  Le Valinouët est situé dans un secteur où la neige est très abondante, c'est pourquoi  l'enneigement artificiel n'est pas nécessaire, d'où le slogan : 100 % neige naturelle.  La station est actuellement opérée par une coopérative de travailleurs, à la suite d'une impasse financière survenue dans la première moitié des années 1990.

## Histoire

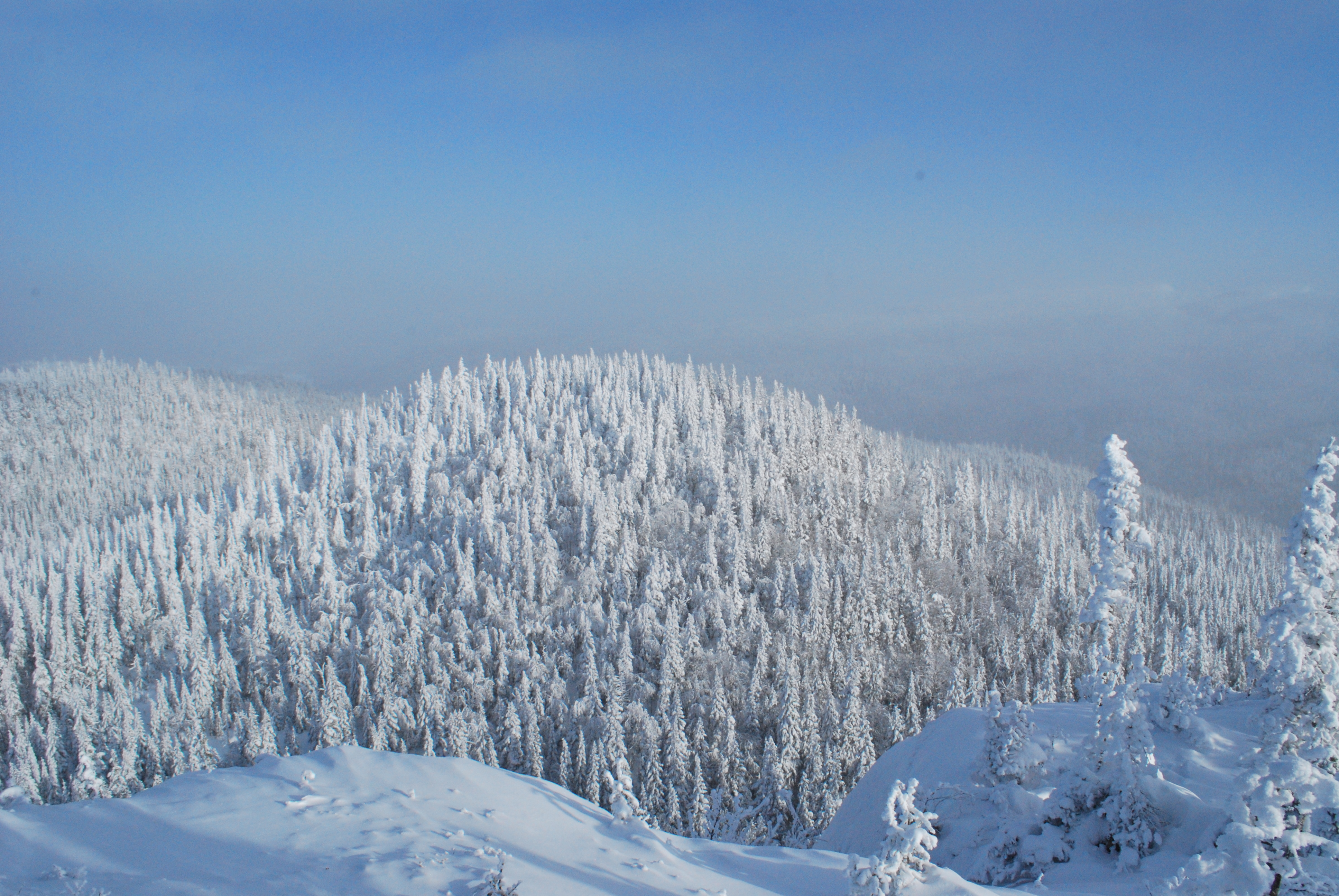
Vue du sommet

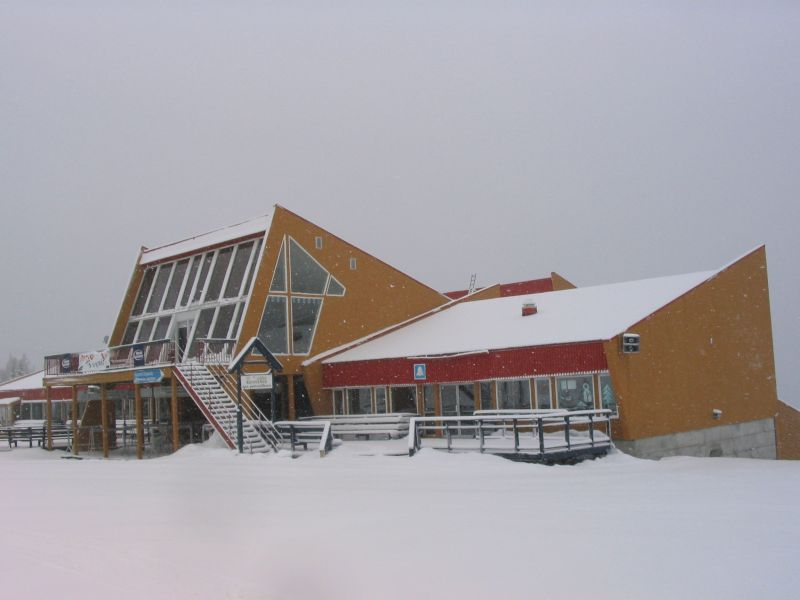
Chalet principal, en 2006.

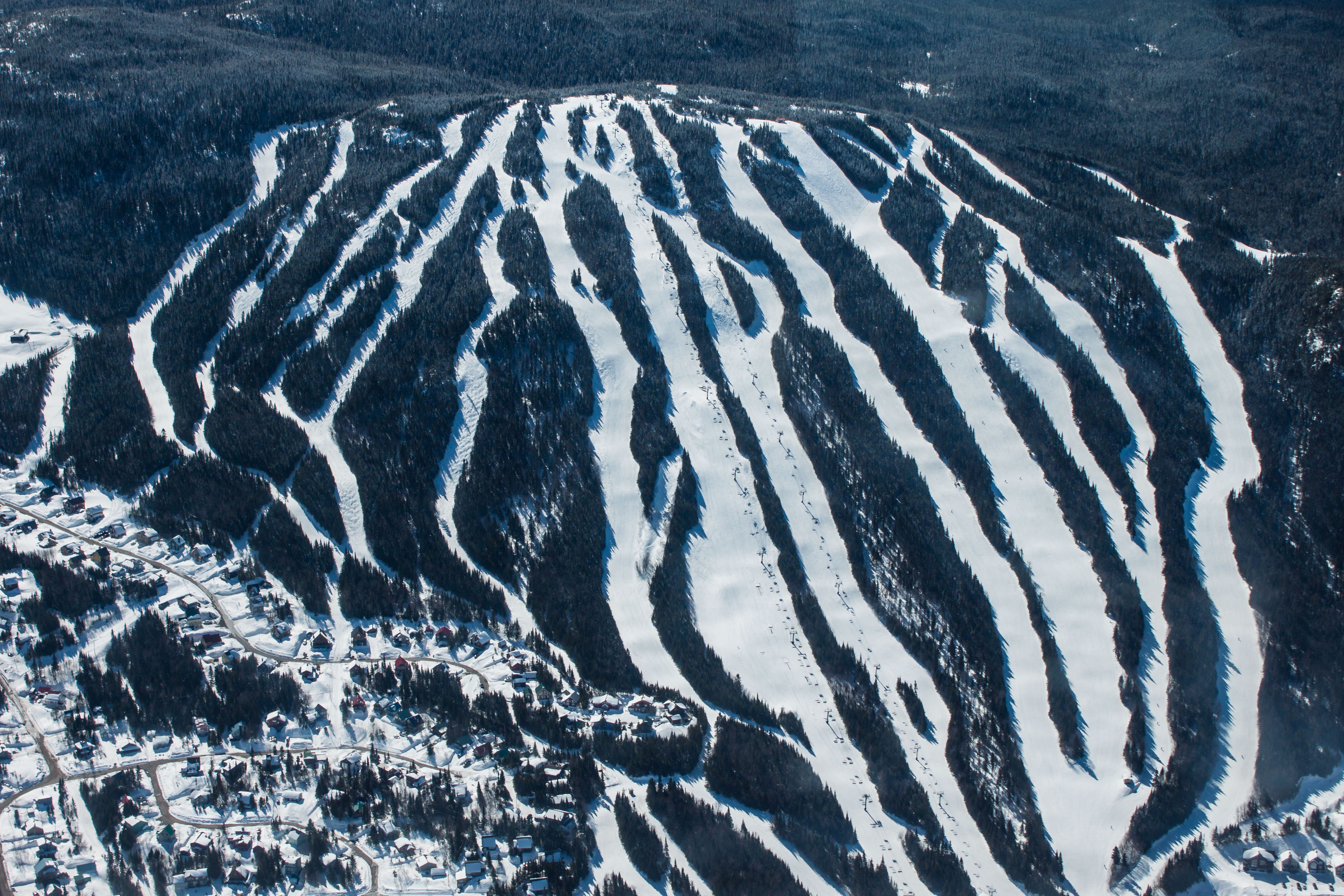
Vue aérienne

La station de ski a ouvert en 1983.  Mais l'histoire du Valinouët remonte à quelques années auparavant.
Dans les années 1970, la population sportive régionale exerce une forte pression sur le gouvernement en faveur du développement d'une station de ski majeure au Saguenay–Lac-Saint-Jean.
MM. Rodrigue Bégin (photographe), Jean Riverain (skieur compétiteur) et Mario Bilodeau (professeur à l’UQAC) étaient parmi les leaders à l’idée de créer un centre de ski majeur pour desservir adéquatement la population de Chicoutimi et des environs. Les Monts Valin, ces célèbres montagnes visibles depuis la ville, étaient tout désignés. En effet, une station météo mesurait une quantité importante de neige annuellement et la dénivellation verticale de plus de 650 m en aurait été une des plus importantes au Québec pour une station de ski. Études après études, exploration en ski, même tenu de compétitions régionales au printemps avec le déboisement bénévole de 2 pistes (Est et Ouest), tous les efforts étaient mis pour amener un développement. Mais les opposants avaient les arguments du froid, l’éloignement, la réticence des gouvernements à investir, un milieu fragile de la biodiversité, les chasseurs voulant garder leur paradis, et aussi la morphologie ingrate des flancs de montagne.
Sur cet aspect, les différents versants étaient tous frappés d’un manque de fluidité pour les pistes, grosses pentes raides suivies d’un long plat, voire de remontée à mi-descente.  De plus, l’absence de route carrossable en hiver par le village de St-Fulgence, a constitué un empêchement à fréquenter les lieux mais au cours des années, la route se prolongeait via les clubs privés de chasse et pêche, obtenant des permissions de droit d’accès pour le bien commun.
Les gouvernements proposèrent le mont Lac-Vert. Pendant ce temps, les skieurs fréquentaient régulièrement le mont Grands-Fonds dans Charlevoix et la vision d’une imitation germait. Pourquoi ne pas appliquer la formule au Saguenay ?
Un jour, l’un proposa un emplacement vers le versant ouest de tous les monts Valin, accessible par le village de St-David-de-Falardeau. Blotti dans une vallée clémente, c'est le mont Victor Tremblay.  Rapidement, les élites locales, politiques, professionnelles et sportives, créèrent un momentum pour susciter la venue définitive d’une station de ski à la hauteur de leur fierté. Oubliant un peu les idées de grandeur des premiers moments, Valinouët pour « Valin Ouest » était né.
La station ouvre ses portes en 1983, avec notamment un télésiège à pinces fixes trois places, construit par Industries Samson en collaboration avec Montaz-Mautino, qui dessert le versant Principal.  Un chalet moderne est construit à la base. Étant donné l'achalandage important, on procède l'année suivante à l'installation d'un télésiège à pinces fixes quatre places, parallèle au premier.  Ce télésiège est construit par Poma.
En 1988, cinq ans après le début des opérations, on procède à l'ouverture du versant Nord-Ouest, desservis par un autre télésiège à pinces fixes quatre places de Poma. Celui-ci offrira l'accès à sept nouvelles pistes.  La base de ce versant est également pourvue d'un petit chalet.

## Statistiques

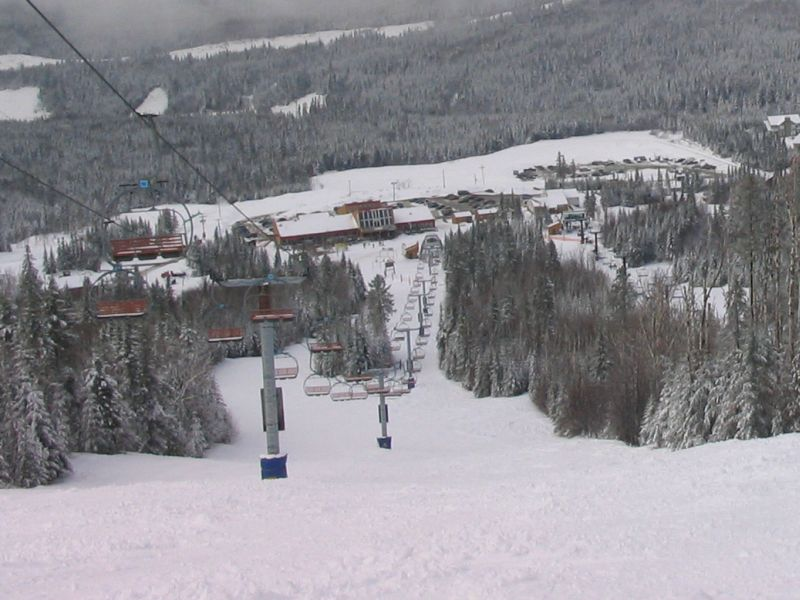
Télésièges

- Nombre de pistes : 30
  - Facile : 6
  - Difficile : 11
  - Très difficile : 4
  - Extrême : 9
- Dénivelé : 350 m
- Remontées mécaniques : 6
  - Téléski double : 1
  - Télésiège à pinces fixes : 3
  - Tapis roulant : 1
  - Télécorde (glissade en tube) : 1